# Octagon (album)
Az Octagon a svéd Bathory nyolcadik nagylemeze, mely 1995-ben jelent meg. Ahogyan a borítóképből is sejthető, ismét egy retro-thrash metal lemez született, mely csak a korai időszak híveinek kedvezett. A lemezre felkerült egy KISS-feldolgozás is, a Deuce.

## Számlista
1. "Immaculate Pinetreeroad #930" – 2:46
2. "Born to Die" – 3:58
3. "Psychopath" – 3:19
4. "Sociopath" – 3:09
5. "Grey" – 1:14
6. "Century" – 4:08
7. "33 Something" – 3:16
8. "War Supply" – 4:41
9. "Schizianity" – 4:17
10. "Judgement of Posterity" – 5:11
11. "Deuce" (Kiss feldolgozás) – 3:41

## Közreműködők
- Quorthon - gitár, ének
- Kothaar - basszusgitár
- Vvornth - dob, ütőhangszerek